# Jubai nemzetközi repülőtér
A Jubai nemzetközi repülőtér (IATA: JUB, ICAO: HSSJ) Dél-Szudán egyik nemzetközi repülőtere, amely Juba közelében található. A repülőtér a város üzleti negyedétől 5 km-re északkeletre, a Fehér-Nílus nyugati partján található.
Ez az egyik a két dél-szudáni nemzetközi repülőtér közül, a másik a Malakali repülőtér. A repülőtér nemzetközi és helyi légitársaságok, teherszállító és charter légitársaságok járatait szolgálja ki. A repülőteret a dél-szudáni hadsereg, az ENSZ Humanitárius Légi Szolgálata, az ENSZ Dél-Szudáni Missziója, a Világélelmezési Program, a Nemzetközi Vöröskereszt és számos civil szervezet használja az országba irányuló segélyszállító járatokhoz.

## Története
Az első jubai repülőteret 1929-ben hozták létre. A Royal Dutch Shell 1931-ben építette meg az első murvás kifutópályát a repülőtéren. 1931 februárjában az Imperial Airways a Fokföld és Kairó közötti útvonal első, Croydon és a Tanganyika közötti 4300 km-es szakaszát, és egy repülőteret hoztak létre a Jubától délre eső Rejaf közelében az Imperial Airways kolkatai repülőgépei számára, amelyek Kartúm és Kisumu között szállítottak utasokat. A Jubai repülőtér helyén lévő földterületen korábban munkások éltek, akiket 1934-ben, amikor a repülőteret kibővítették, áttelepítettek. 1976-ra a kifutópályát 2400 méter hosszúra és 45 méter szélesre bővítették és aszfaltburkolattal látták el. A terminálépületekhez vezető bekötőutak nem voltak aszfaltozottak és az esős évszakban szinte járhatatlanok voltak.
1977 február elején a repülőtér a helyszíne volt egy sikertelen puccskísérletnek, amikor az ex-Anyanya erők megpróbálták elfoglalni a repülőteret.

### A repülőtér bővítése
2011 májusában a Jubai nemzetközi repülőteret fejlesztették és bővítették is. A repülőtéren végzett munkálatok magukban foglalták az utas- és teherterminál épületének bővítését, a kifutópálya újraaszfaltozását és az éjszakai működés megkönnyítése érdekében a kifutópálya kivilágítását.
2011 júliusában, az ország függetlenné válásának napján a Jubai nemzetközi repülőtéren üzembe helyezték a kifutópálya új fényrendszerét, valamint egyéb fényrendszereket a repülőtéren.
2014 júliusában a dél-szudáni kormány bejelentette, hogy elindít egy a kifutópálya meghosszabbítására irányuló projektet, ami 2014 szeptemberében fog kezdődni és 30 hónapig fog tartani. A projekt keretében a kifutópályát 700 méterrel meghosszabbítják, és a meglévő 2400 méteres kifutópályát is újraépítik, így egy új, 3100 méteres kifutópálya jön létre. Az új terminálépület építési munkálatai 2009 óta folynak, de a polgárháború kitörésekor, 2014-ben leálltak. Azóta a félig megépített terminál elhagyatottan áll.
2016-ban a The Guide to Sleeping in Airports által végzett felmérés szerint a Jubai nemzetközi repülőtér a világ második legrosszabb repülőtere volt. Ez volt a legrosszabb repülőtér 2017-ben és a negyedik legrosszabb 2019-ben. Ez az időszak alatt a terminál csak két egymás melletti sátorból állt, amikben a vámkezelés és a bevándorlási vizsgálat történt, illetve az érkező és induló utasok a sátrakban várakoztak. Az eredeti terminál helyén egy új, kisebb terminált építettek a kínaiak. Az új terminált 2018. október 29-én adták át.

## Futópályák
A repülőtér futópályái:
- 13/31 (3100 m, aszfalt)